# Mare de Déu dels Àngels de la Llosa
Mare de Déu dels Àngels de la Llosa és un edifici religiós del municipi de Lles de Cerdanya (Cerdanya) inclòs en l'Inventari del Patrimoni Arquitectònic de Catalunya.

## Descripció
Edifici de planta rectangular amb la volta esfondrada. Conserva dos arcs lleugerament apuntats. Sota d'ells s'hi aixeca una paret feta amb pedra seca en la qual hi ha una obertura rectangular amb llinda de fusta. El mur de migdia dona a la part més escarpada del turó on està situada la capella, i en ell es troba una finestra d'arc de mig punt i una espitllera. Al mur de l'est (capçalera) hi ha dues finestres tapiades. Al nord no hi ha cap obertura i a ponent no queda mur.

## Història
La capella va ser venuda el 1244 amb el castell de La Llosa per Dalmau de Sant Martí a Ponç de Vilanova, Bisbe d'Urgell.